# Kota Sugawara
Kota Sugawara (菅原 康太 Sugawara Kota?), född 22 maj 1985 i Hokkaido prefektur, är en japansk före detta fotbollsspelare.
Sugawara började sin karriär 2008 i Tokushima Vortis. Efter Tokushima Vortis spelade han för Grulla Morioka, MIO Biwako Shiga, Zweigen Kanazawa, FC Osaka och Kochi United SC. Han avslutade karriären 2018.